# Jani Simulambo
Jani Simulambo   (Zàmbia, 9 de novembre de 1953) és un exfutbolista zambià de la dècada de 1970.
Fou internacional amb la selecció de futbol de Zàmbia.
Trajectòria com a jugador:
- 1968–1972 Livingstone Jets FC (futbol base)
- 1972–1973 Lusaka Tigers
- 1973–1980 Green Buffaloes
- 1980–1982 Kabwe Warriors
- 1982–1983 Profund Warriors
- 1983–1989 Mbabane Highlanders FC

Trajectòria com a entrenador:
- 1983–1989 Mbabane Highlanders
- 1990–1993 Mhlume FC
- 1991  Swazilàndia
- 1993–1996 Eleven Men in Flight F.C.
- 1997–1998 Moneni Pirates FC
- 1997 Swazilàndia
- 1998–2000 Bush Bucks
- 2000–2001 Black Leopards
- 2001–2002 Golden Arrows
- 2002 Tembisa Classic